# Román Ramos
Román Ramos Álvaro (Santa María de Cayón, 6 gennaio 1991) è un pilota motociclistico spagnolo.

## Carriera

### Gli inizi
Laureatosi a 16 anni campione della Kawasaki Ninja Cup, successivamente Ramos ha preso parte al campionato spagnolo nella classe Moto2 con diverse moto per poi, nel 2013, assicurarsi il titolo di categoria con la Ariane2 del team Stratos. Sempre con questa compagine, nella medesima stagione, ha inoltre conquistato il campionato Europeo Supersport in prova unica ad Albacete ai comandi di una Kawasaki ZX-6R.
Nel 2010 esordisce nel motomondiale, in Moto2, come wild card nei gran premi di Aragona e Valencia, ottiene altre apparizioni come wild card anche nel 2012 e 2013. Nel 2014, in sella alla Speed Up SF14 del team QMMF Racing, gareggia per un intero campionato non riuscendo però a conquistare punti iridati.

### Mondiale Superbike
Nel 2015 prende parte per la prima volta nella sua carriera al campionato mondiale Superbike in sella alla Kawasaki ZX-10R del team Go Eleven. In questa stagione riesce ad andare spesso a punti, totalizzandone 71, questi risultati gli valgono la riconferma nel team anche per la stagione 2016. Nel corso delle seconde prove libere del Gran Premio d'Italia a Imola cade fratturandosi il metacarpo della mano sinistra, è costretto a saltare l'evento ed a sottoporsi ad intervento chirurgico. Il suo posto viene preso da Gianluca Vizziello. Chiude la stagione al quindicesimo posto con ottantanove punti ottenuti.
Nel 2017 inizia il terzo anno consecutivo come pilota titolare del team Kawasaki Go Eleven, raccogliendo 10 posizionamenti nei primi dieci nelle gare e terminando 12º in classifica generale con 118 punti e primo pilota privato Kawasaki. Nel 2018 è nuovamente pilota titolare nel mondiale Superbike, con lo stesso team delle stagioni precedenti. Conclude la stagione al sedicesimo posto in classifica piloti e quinto nella classifica del Trofeo Indipendenti. Torna nel mondiale Superbike nel 2020 per disputare alcune gare in sostituzione dell'infortunato Sandro Cortese, in sella ad una Kawasaki ZX-10R del team Outdo Kawasaki – TPR. Conquista quattro punti che gli consentono di classificarsi venticinquesimo nel mondiale e quindicesimo tra gli indipendenti.
Nelle annate successive si dedica alle gare di durata prendendo parte al mondiale Endurance; nel 2025 disputa la 8 ore di Suzuka.

## Risultati in gara

### Motomondiale
| 2010 | Classe | Moto       |  |  |  |  |  |  |  |  |    |  |  |  |    |  |  |  |  |    | Punti | Pos. |
| ---- | ------ | ---------- |  |  |  |  |  |  |  |  | -- |  |  |  | -- |  |  |  |  | -- | ----- | ---- |
| 2010 | Moto2  | MIR Racing |  |  |  |  |  |  |  |  | NE |  |  |  | 16 |  |  |  |  | 23 | 0     |      |

| 2012 | Classe | Moto |  |  |  |  |  |  |  |  |  |    |  |  |  |  |  |  |  |    | Punti | Pos. |
| ---- | ------ | ---- |  |  |  |  |  |  |  |  |  | -- |  |  |  |  |  |  |  | -- | ----- | ---- |
| 2012 | Moto2  | FTR  |  |  |  |  |  |  |  |  |  | NE |  |  |  |  |  |  |  | 26 | 0     |      |

| 2013 | Classe | Moto              |  |  |  |  |  |  |  |     |    |  |  |  |  |    |  |  |  |  | Punti | Pos. |
| ---- | ------ | ----------------- |  |  |  |  |  |  |  | --- | -- |  |  |  |  | -- |  |  |  |  | ----- | ---- |
| 2013 | Moto2  | Speed Up e Motobi |  |  |  |  |  |  |  | Rit | NE |  |  |  |  | 20 |  |  |  |  | 0     |      |

| 2014 | Classe | Moto     |    |    |    |    |    |    |    |    |    |    |    |    |    |    |    |    |    |    | Punti | Pos. |
| ---- | ------ | -------- | -- | -- | -- | -- | -- | -- | -- | -- | -- | -- | -- | -- | -- | -- | -- | -- | -- | -- | ----- | ---- |
| 2014 | Moto2  | Speed Up | 19 | 21 | 22 | 23 | 23 | 29 | 17 | 19 | 23 | 19 | 27 | 26 | 27 | 18 | 27 | 23 | 22 | 25 | 0     |      |

| Legenda | 1º posto        | 2º posto            | 3º posto            | A punti      | Senza punti        | Grassetto – Pole position Corsivo – Giro più veloce |
| Legenda | Gara non valida | Non qual./Non part. | Ritirato/Non class. | Squalificato | '-' Dato non disp. | Grassetto – Pole position Corsivo – Giro più veloce |

### Campionato mondiale Superbike
| 2015 | Moto     |    |    |    |    |    |    |    |    |    |   |    |    |    |    |    |    |    |    |    |    |    |     |    |    |     |     |  |  | Punti | Pos. |
| ---- | -------- | -- | -- | -- | -- | -- | -- | -- | -- | -- | - | -- | -- | -- | -- | -- | -- | -- | -- | -- | -- | -- | --- | -- | -- | --- | --- |  |  | ----- | ---- |
| 2015 | Kawasaki | 16 | 10 | 15 | 14 | 13 | 12 | 13 | 15 | 11 | 7 | 13 | 11 | 16 | 11 | 14 | 14 | 12 | 12 | 14 | 10 | 13 | Rit | 15 | 16 | Rit | Rit |  |  | 71    | 15º  |

| 2016 | Moto     |    |    |    |    |    |    |   |    |     |     |     |     |    |    |   |    |    |    |    |   |    |    |    |    |    |    |  |  | Punti | Pos. |
| ---- | -------- | -- | -- | -- | -- | -- | -- | - | -- | --- | --- | --- | --- | -- | -- | - | -- | -- | -- | -- | - | -- | -- | -- | -- | -- | -- |  |  | ----- | ---- |
| 2016 | Kawasaki | 11 | 12 | 12 | 12 | 12 | 12 | 9 | 12 | Inf | Inf | Inf | Inf | 13 | 13 | 9 | 12 | 15 | 10 | 13 | 9 | 13 | 13 | 12 | 11 | 14 | 14 |  |  | 89    | 15º  |

| 2017 | Moto     |    |    |    |   |     |    |   |    |   |    |    |   |   |     |    |    |    |    |    |    |    |   |    |    |    |    |  |  | Punti | Pos. |
| ---- | -------- | -- | -- | -- | - | --- | -- | - | -- | - | -- | -- | - | - | --- | -- | -- | -- | -- | -- | -- | -- | - | -- | -- | -- | -- |  |  | ----- | ---- |
| 2017 | Kawasaki | 13 | 14 | 15 | 9 | Rit | 11 | 7 | 11 | 9 | 11 | 11 | 8 | 8 | Rit | 12 | 12 | 14 | 14 | 10 | 15 | 12 | 9 | 10 | 11 | 10 | 10 |  |  | 118   | 12º  |

| 2018 | Moto     |    |    |    |    |    |    |    |     |     |    |    |     |    |    |    |    |    |    |    |     |    |    |    |    |    |    |  |  | Punti | Pos. |
| ---- | -------- | -- | -- | -- | -- | -- | -- | -- | --- | --- | -- | -- | --- | -- | -- | -- | -- | -- | -- | -- | --- | -- | -- | -- | -- | -- | -- |  |  | ----- | ---- |
| 2018 | Kawasaki | 14 | 11 | 14 | 13 | 10 | 11 | 11 | Rit | Rit | 12 | 19 | Rit | 13 | 10 | 12 | 12 | 13 | 15 | 14 | Rit | 15 | 18 | 12 | 13 | 14 | AN |  |  | 64    | 16º  |

| 2020 | Moto     |  |  |  |  |  |  |  |  |  |    |    |     |     |    |    |  |  |  |  |  |  |  |  |  |  |  |  |  |  |  |  |  |  |  |  |  |  |  |  |  |  |  | Punti | Pos. |
| ---- | -------- |  |  |  |  |  |  |  |  |  | -- | -- | --- | --- | -- | -- |  |  |  |  |  |  |  |  |  |  |  |  |  |  |  |  |  |  |  |  |  |  |  |  |  |  |  | ----- | ---- |
| 2020 | Kawasaki |  |  |  |  |  |  |  |  |  | 13 | 19 | Rit | Rit | 20 | 15 |  |  |  |  |  |  |  |  |  |  |  |  |  |  |  |  |  |  |  |  |  |  |  |  |  |  |  | 4     | 25º  |

| Legenda | 1º posto        | 2º posto            | 3º posto           | A punti      | Senza punti        | Grassetto – Pole position Corsivo – Giro più veloce |
| Legenda | Gara non valida | Non qual./Non part. | Ritirato/Non class | Squalificato | '-' Dato non disp. | Grassetto – Pole position Corsivo – Giro più veloce |